# إيميلي دو شاتليه
غابرييل إيميلي لو تونيلير دي براتوي، الماركيزة دو شاتليه (بالفرنسية: Émilie du Châtelet)‏ (17 ديسمبر 1706 - 10 سبتمبر 1749) كانت رياضية فرنسية، فيزيائية، ومؤلفة خلال عصر التنوير. يعتبر الإنجاز الاشهرلها هو ترجمتها والتعليق على عمل إسحاق نيوتن مبادئ الرياضيات. الترجمة نشرت بعد وفاتها في عام 1759، ولا تزال تعتبر الترجمة الفرنسية القياسية.
فولتير كان واحد من محبيها، فقال في رسالة إلى صديقه الملك فريدريك الثاني ملك بروسيا أن دو شاتليه كانت «رجلا عظيما خطأه الوحيد أنه كان امرأة». وكانت أيضا علي علاقة عاطفية مع اثنين من الفلاسفة الأخرين المؤثرين في تلك الفترة بيير لويس موبرتيوس(1698-1759) و جوليان أوفراي دي امتريه (1709-1751).

## السيرة الذاتية

### حياتها المبكرة
ولدت إيميلي دو شاتليه في 17 ديسمبر 1706 في باريس، الفتاة الوحيدة بين ستة أطفال. ثلاثة أشقاء يعيشون إلى سن البلوغ: رينيه ألكسندر (ولد 1698)، تشارلز أوغست (ولد 1701)، وإليزابيث تيودور (ولد 1710). توفي شقيقها الأكبر رينيه ألكسندر في 1720، وتوفي شقيقها التالي تشارلز أوغست في 1731. ومع ذلك شقيقها الأصغر إليزابيث تيودور عاش إلى مرحلة الشيخوخة، ليصبح قساً وفي نهاية المطاف يصير أسقفاً. وتوفي الشقيقين الأخرين في سن صغير جدا. وكانت لدو شاتليه أيضا أخت غير شرعية تدعي ميشيل، التي ولدت لوالدها وآنا بيلينزاني وهي امرأة ذكية كان مهتمة بعلم الفلك وتزوجت من مسؤول باريسي مهم.
كان والدها لويس نيكولاس لو تونيلير دي براتوي عضواً في طبقة نبيلة بسيطة. وفي وقت ولادة دو شاتليه، تولي والدها منصب السكرتير والمسئول الرئيسي للسفراء لدى الملك لويس الرابع عشر ملك فرنسا. وكان يقيم صالون أسبوعي يوم الخميس، يدعو إليه الكتاب والعلماء الذين يحظون باحترام كبير.

### التعليم المبكر
كان تعليم دو شاتليه موضوع لكثير من التكهنات، ولكن لم يعرف شيئاً على وجه اليقين.
وكان من بين معارفهم فونتينيللي، السكرتير الدائم للاكاديمية الفرنسية للعلوم. والد إميلي لويس نيكولا، تنبة لتألقها في وقت مبكر وبراعتها، ورتب لزيارة من فونتينيللي ليتم خلالها الحديث عن علم الفلك مع ابنته البارعة عندما كانت في 10 من عمرها. والدة إميلي غابرييل آن دي فريولاي، ترعرعت في الدير، في ذلك الوقت كانت المؤسسة التعليمية البارزة المتاحة للفتيات والنساء الفرنسيات. فيما تعتقد بعض المصادر أن أمها لم تقبل ذكاء ابنتها، أو تشجيع زوجها للفضول الفكري لإميلي، وهناك أيضا مؤشرات أخرى أن والدتها لم توافق على تعليم دو شاتليه في وقت مبكر.

### الزواج
في يوم 12 يونيو 1725، تزوجت الماركيز فلوران كلود دو شاتليه لومونت. و منحها زواجها لقب الماركيزة دو شاتليه. مثل العديد من الزيجات بين طبقة النبلاء التي قد رتبت لهم طبق المعروف في تلك الفترة. و كهدية زفاف عين زوجها كمحافظ في منطقة بورغندي من قبل والد زوجها، وانتقل الزوجان هناك في نهاية سبتمبر 1725. وكانت دو شاتليه تبلغ ثمانية عشر عاماً في ذلك الوقت، وزوجها يبلغ أربعة وثلاثين عاماً.

### الأبناء
كان للماركيز فلوران كلود دو شاتليه واميلي دو شاتليه ثلاثة أطفال: فرانسواز غابرييل بولين (من مواليد 30 يونيو 1726)، لويس ماري فلوران (من مواليد 20 نوفمبر 1727)، وفيكتور اسبريت (من مواليد 11 أبريل 1733). وتوفي فيكتور اسبريت الطفل الصغير في أواخر الصيف 1734، من المحتمل الأحد الأخير في أغسطس. وفي 1749 أنجبت اميلي دو شاتليه ستانيسلاس-اديلايد دو شاتليه (ابنة جان فرانسوا دي سانت لامبرت). وولدت في يوم 4 سبتمبر 1749. وتوفي الرضيع في نفيل يوم 6 مايو 1751.

### استئناف الدراسة
في 1733، في سن ال 26، استأنفت دو شاتليه دراساتها في الرياضيات. في البداية، درست علم الجبر وحساب التفاضل والتكامل.

### العلاقة مع فولتير

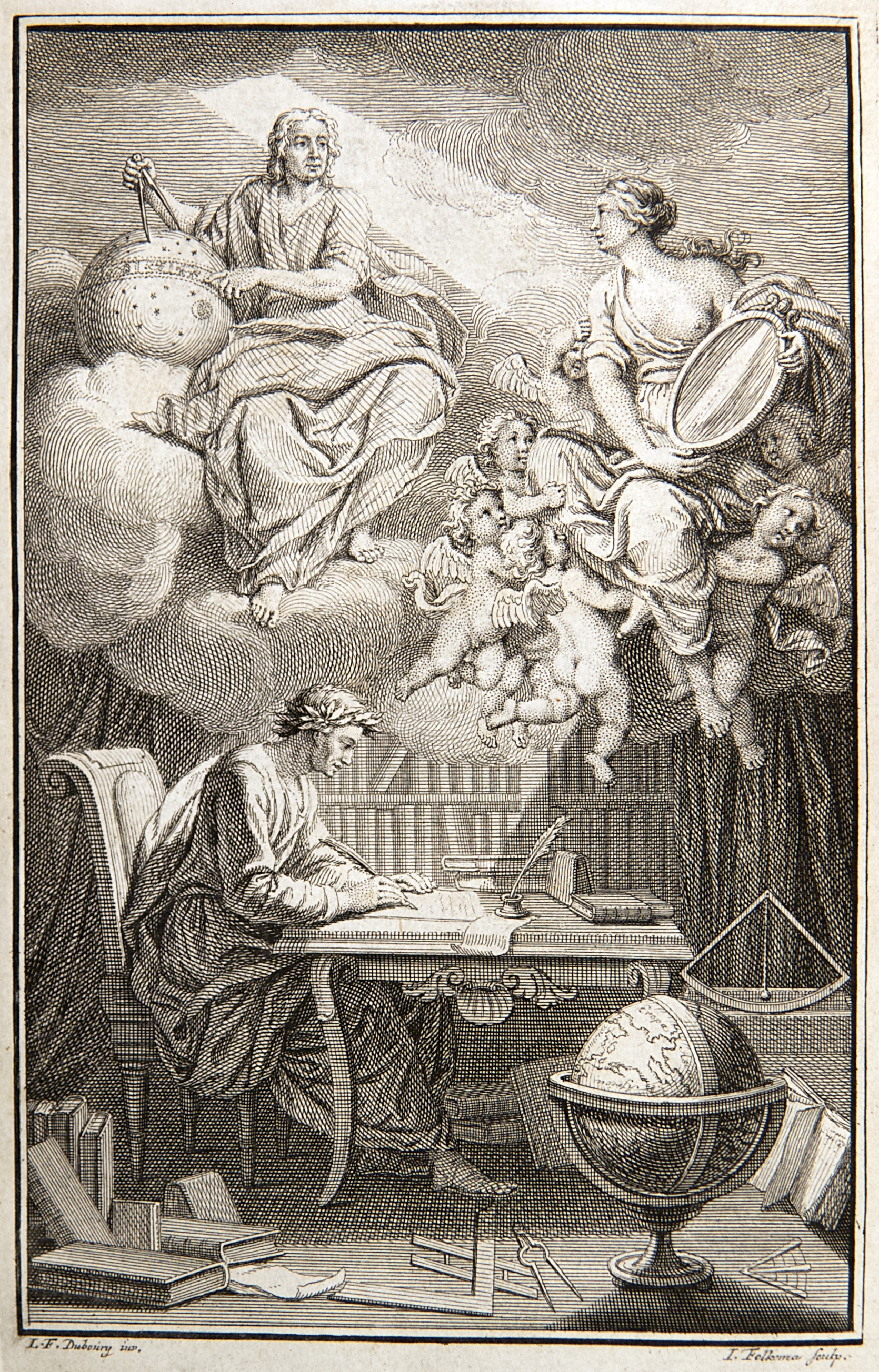
في واجهة كتاب فولتير على فلسفة نيوتن، دو شاتليه تظهر كمصدر وحي لفولتير، التي تعكس رؤى نيوتن وتنقلها إلى فولتير.

دو شاتليه وفولتير ربما قد يكونوا قد اجتمعا في طفولتها في أحد صالونات والدها. فولتير نفسه يعود لذكر لقائهما في 1729، عندما عاد من منفاه في لندن. ومع ذلك، بدأت صداقتهما بشكل جدي في مايو 1733 بعد ولادة طفلها الثالث.
دعت دو شاتليه فولتير للعيش في منزلها في هوت مارن، شمال شرق فرنسا، وأصبح رفيقها لفترة طويلة (تحت أعين زوجها المتسامح). و هناك درست الفيزياء والرياضيات ونشرت المقالات العلمية والترجمات. ويظهر من رسائل فولتير للأصدقاء والتعليقات على عمل كل منهما، انهم كانوا يعيشون جنبا إلى جنب مع حب متبادل واحترام كبيرين. وكشخصية أدبية وليست شخصية علمية، واعترف ضمنيا فولتير مساهماتها في كتابة عام 1738 عناصر من فلسفة نيوتن.
وفي حين أنهم كانوا يتقاسموا شغف العلم، كان عليهم التعاون العلمي. فأقاموا مختبر في منزل دو شاتليه. وفي منافسة صحية، دخل كلاهما في مسابقة جائزة أكاديمية باريس عام 1738 عن طبيعة النار، حيث كانت اميلي تختلف مع مقال فولتير. وعلى الرغم من أن أيا منهما لم يفز بالمنافسة، تلقى كلاً من المقالات الإشادة والاحترام وتم نشرهم. وبذلك أصبحت أول امرأة لديها ورقة علمية نشرت من قبل الأكاديمية.

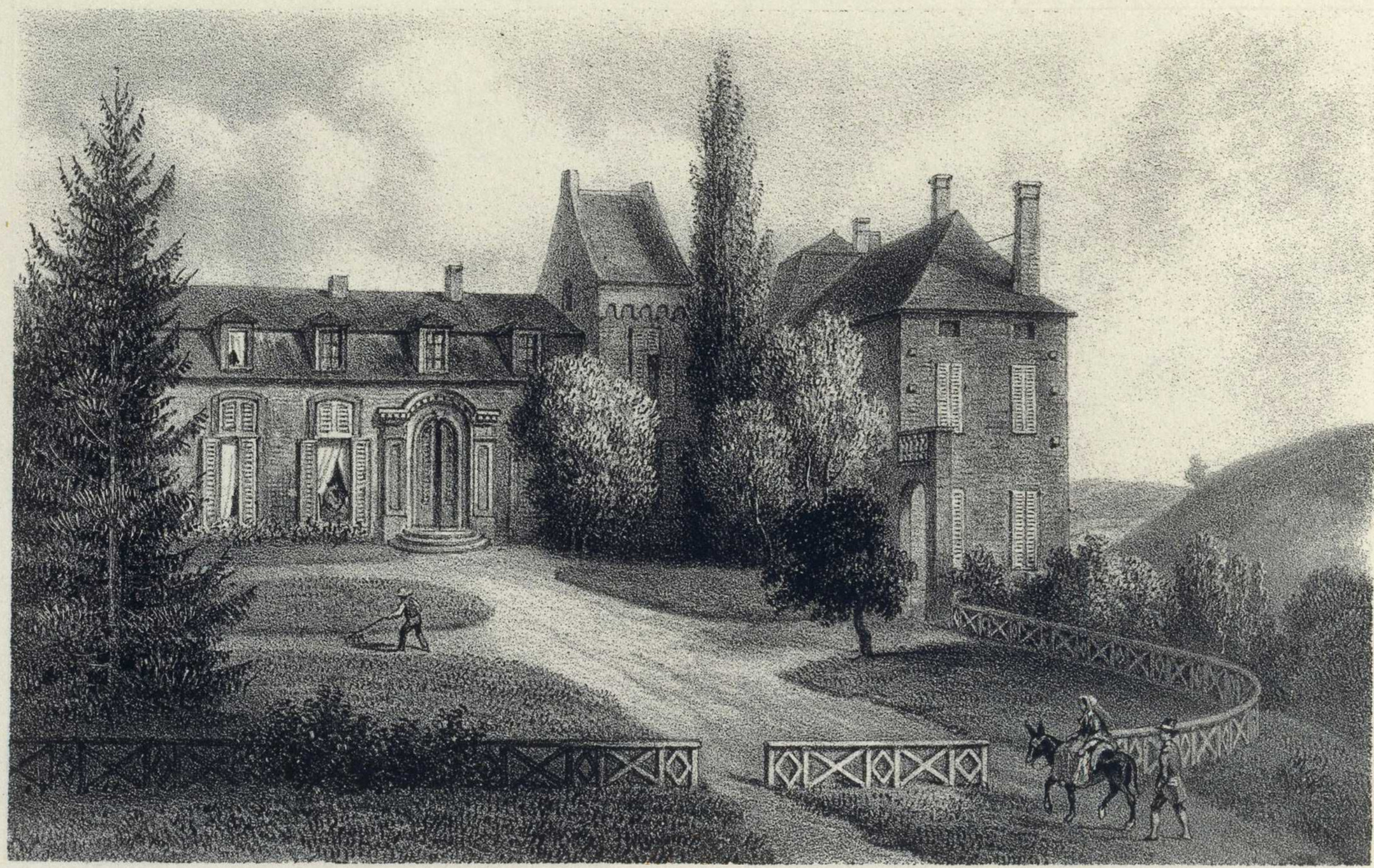
منزل دو شاتيلية

### الحمل الأخير والوفأة
في مايو 1748، بدأت دو شاتليه علاقة غرامية مع الشاعر جان فرانسوا دي سانت لامبرت وأصبحت حاملا. في ليلة 3 سبتمبر 1749، أنجبت ابنتها ستانيسلاس-أديلايد، ولكن دو شاتلية توفيت بعد ذلك بأسبوع في نفيل، من انسداد رئوي، عن عمر يناهز ال 42. وتوفيت ابنتها بعد عشرين شهرا.

## مساهمتها في الفلسفة
بالإضافة إلى ترجمات شهيرة لأعمال مؤلفين شهيرين مثل برنارد ماندفيل وإسحق نيوتن، كتبت دو شاتليه عددًا من المقالات والرسائل والكتب الفلسفية الهامة، والتي كانت معروفة في عصرها.
نظرًا إلى تعاونها المعروف مع فولتير ودخولها في علاقتها غرامية معه، والتي امتدت معظم حياتها البالغة، عُرفت دو شاتليه على مدى أجيال بأنها عشيقة ومعاونة رفيقها صاحب الشهرة الأكبر. وغالبًا ما أُدرجت إنجازاتها ومساهماتها ضمن إنجازاته ومساهماته هو، ونتيجة لذلك، غالبًا ما تُذكر حتى اليوم فقط ضمن سياق حياة فولتير وعمله خلال الفترة الباكرة من التنوير الفرنسي. امتدت المُثل التي طُرحت في أعمالها من مثل التمكين الفردي إلى قضايا العقد الاجتماعي.
ولكن في الآونة الأخيرة، غيّر الفلاسفة والمؤرخون طريقة تلقي دو شاتليه. تشير الأدلة التاريخية إلى أن عمل دو شاتليه كان له أثر كبير جدًا على المحادثات العلمية والفلسفية خلال الثلاثينيات والأربعينيات من القرن الثامن عشر، وفي الحقيقة كانت دو شاتليه تنال احترام أعظم مفكري عصرها. صاغ فرانسيسكو ألغاروتي حوار النيوتيونية للسيدات استنادًا إلى محادثات شهدها بين دو شاتليه وفولتير في سيري.
تراسلت دو شاتليه مع رياضياتيين ذائعي الصيت كيوهان الثاني برنولي وليونهارد أويلر، اللذين كانا من المطورين الأوائل لحساب التكامل والتفاضل. وتلقّت دو شاتليه أيضًا تعليمها من قبل طلاب برنولي اللامعين، بيير لويس موبرتيوس وأليكسيس كليروت. كان فريدريش العظيم، الذين أعاد تأسيس أكاديمية العلوم في برلين، معجبًا بها بشدة، وأقام مراسلات مع كل من فولتير ودو شاتليه بصورة منتظمة. وقدّم إلى دو شاتليه أعمال لايبنز بإرساله أعمال كريستيان وولف، وأرسلت دو شاتليه إليه نسخة من كتابها دروس في الفيزياء.
نُشرت أعمالها في باريس ولندن وأمستردام، وأعيد نشرها هناك، وتُرجمت إلى الألمانية والإيطالية ونوقشت في أهم المجلات العلمية لذلك العصر، بما في ذلك مجلة تريفوكس ومجلة السكافان وصحف غوتنغن للأشياء المستفادة وغيرها. ولعل الأمر الأكثر إثارة للاهتمام هو أن العديد من أفكارها كانت قد طُرحت في أقسام مختلفة من إنسيكلوبيدي ديدرو ودالمبر، وأن العديد من مقالات الإنسيكلوبيدي كانت نسخة مباشرة عن عملها (وذلك مجال نشط للبحث الأكاديمي الحالي، ويمكن إيجاد أحدث تلك الأبحاث في بروجيكت فوكس، وهي مبادرة بحثية في جامعة ديوك).

## المنشورات والأبحاث العلمية

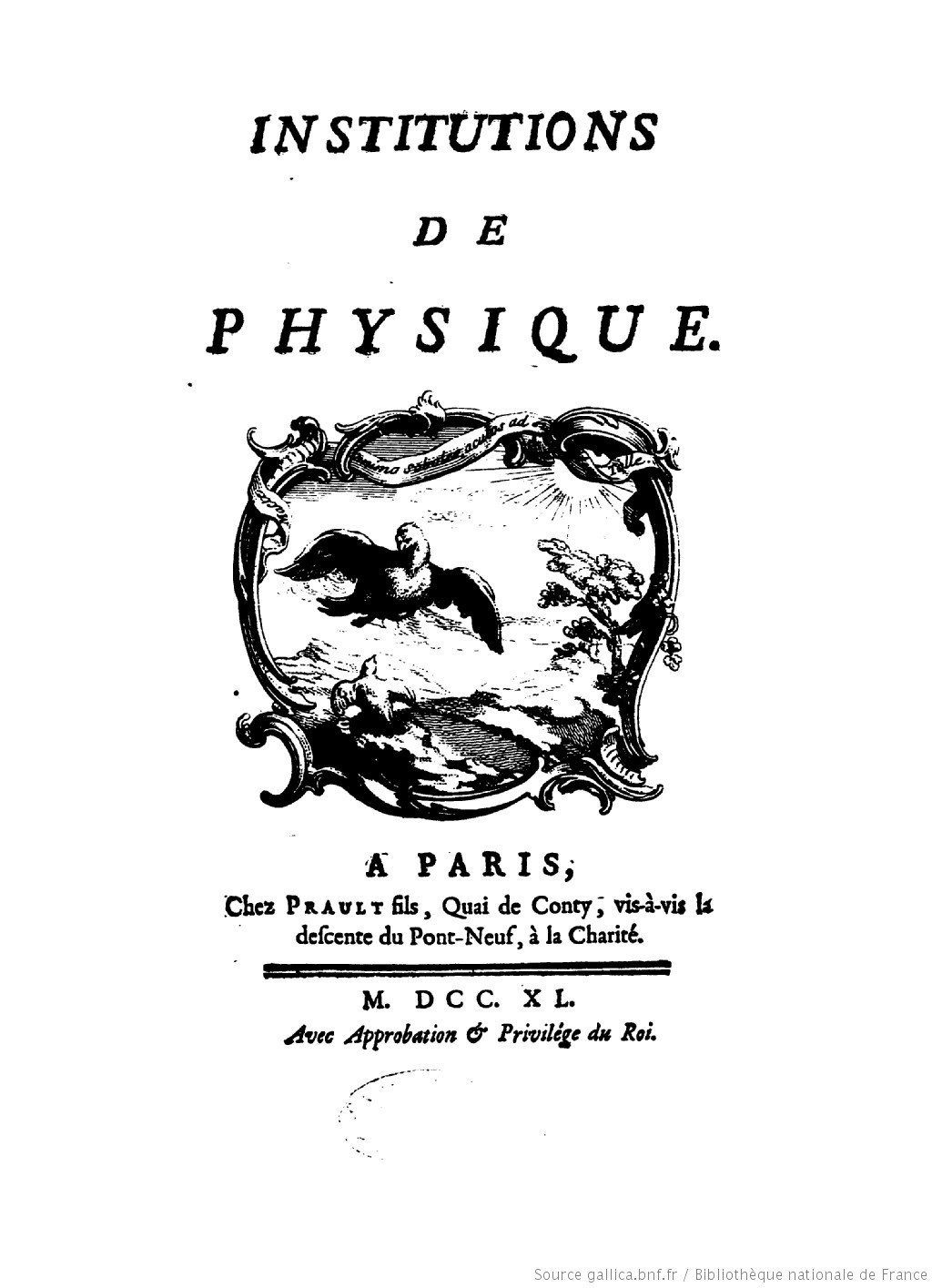
غلاف كتاب دروس في الفيزياء "Institutions de physique"، مدام دو شاتليه، 1740.

### انتقاد لوك والجدل حولمسألة التفكير
تنتقد دو شاتليه في كتاباتها فلسفة جون لوك. وتشدد على أهمية ضرورة التحقق من المعرفة من خلال التجربة: «إن فكرة لوك حول مسألة التفكير ... غامضة». تعود أصول نقدها للوك في تعليقها على كتاب برنارد دو ماندفيل أسطورة النحل. وهي تواجهنا بإعلانها الحازم الذي يصب في صالح المبادئ الكونية التي تشترط معرفة الإنسان وعمله، وتؤكد فطرية هذا النوع من القانون. تدعي دو شاتليه ضرورة وجود افتراض عام، لأنه إن لم تكن هناك بداية كهذه، فستكون كل معرفتنا نسبية. بهذه الطريقة، ترفض دو شاتليه نفور لوك من الأفكار الفطرية والمبادئ القبْلية. وهي تعكس أيضًا نفي لوك لمبدأ التناقض، وهو ما يشكل أساس تأملاتها المنهجية في كتاب دروس في الفيزياء. وخلافًا لذلك، تؤكد دو شاتليه محاججاتها في صالح ضرورة وجود مبادئ كونية وقبلية. «اثنان زائد اثنان ستساوي في تلك الحالة 6 مثلما ستساوي 4 إن لم يكن ثمة مبادئ قبلية».
إن إشارات بيير لويس موبرتيوس وجوليان أوفراي إلى تأكيدات دو شاتليه حول الحركة والإرادة الحرة ومسألة التفكير والأعداد وطريقة تطبيق الفيزياء هي علامة على أهمية تأملاتها. وهي ترفض الزعم بإمكانية إيجاد الحقيقة عبر استخدام قوانين رياضية، وتطرح حججًا ضد موبرتيوس.

### الدفء والإضاءة
في عام 1737، نشرت دو شاتليه أطروحة طول طبيعة وامتداد النار، استنادًا إلى بحثها في علم النار. وفي تلك الأطروحة تهكنت حول إمكانية وجود ألوان في شموس أخرى لم توجد بعد في طيف ضوء الشمس على الأرض.

### دروس في الفيزياء
نُشر كتابها دروس في الفيزياء في عام 1740، وقُدم الكتاب كمراجعة لأفكار جديدة في العلم والفلسفة ليدرسها ابنها الذي كان يبلغ من العمر 13عامًا، ولكنه سعى إلى دمج والتوفيق بين الأفكار المعقدة للمفكرين الكبار في ذلك العصر. ساهم الكتاب والمناقشة اللاحقة في أن تصبح عضوًا في أكاديمية العلوم في معهد بولونيا في عام 1746.

### القوى الحية
في عام 1741 نشرت دو شاتليه كتابًا بعنوان رد من السيدة الماركيزة دو شاتليه على رسالة أرسلها م. دو مايران. كان دورتوس دو مايران، سكرتير أكاديمية العلوم، قد نشر مجموعة من المحاججات الموجهة إلى دو شاتليه تتعلق بالتعبير الرياضي المناسب عن القوى الحية. وطرحت دو شاتليه نقطة قوية لدحض حجج دو مايران، مما دفعه إلى الانسحاب من الجدال.
يركز أول عمل لكنط في عام 1747 'أفكار حول التقدير الصحيح للقوى الحية' على كتيب دو شاتليه ضد مايران، سكرتير الأكاديمية الفرنسية للعلوم. اتهم جوهان أوغوستوس إيبرهارد، خصم كنط، كنط بسرقة أفكاره من دو شاتليه.

### الدفاع عن الطاقة الحركية
على الرغم من أن مفاهيم القوة والزخم كانت مفهومة لمدة طويلة في أوائل القرن الثامن عشر، كانت فكرة الطاقة بصفتها قابلة للنقل ما تزال في بدايتها، ولن تُفهم بالكامل حتى القرن التاسع عشر. من المقبول الآن أن الزخم الميكانيكي لنظام ما يبقى على حاله ولا يفقد شيئًا بسبب الاحتكاك. ببساطة، ليس ثمة 'زخم للاحتكاك' ولا يمكن للزخم أن ينتقل بين صيغ مختلفة، تحديدًا لأنه لا وجود لزخم متحمل. أثبتت إيمي نويثر في وقت لاحق صحة هذا في جميع المشكلات التي تكون فيها الحالة الأولية متماثلة في الإحداثيات المعممة. قد تُفقد الطاقة الميكانيكية، الحركية والمحتملة، إلى شكل آخر، ولكن المجموع يحافظ عليه في الوقت المناسب. كانت مساهمة دو شاتليه فرضية الحفاظ على الطاقة الكلية، باعتبارها متميزة عن الزخم. وبذلك، أصبحت أول شخص في التاريخ يشرح مفهوم الطاقة على هذا النحو، ويحدد علاقتها بالكتلة والسرعة استنادًا إلى دراساتها التجريبية الخاصة. مستلهمة نظريات غوتفريد لايبنز، أعادت دو شاتليه تجربة ابتكرها في الأصل ويليام جرافيساندي ونشرتها، أُسقطت فيها كرات من ارتفاعات مختلفة في ورقة من الطين الناعم. وتبين أن الطاقة الحركية لكل كرة -كما يتضح من كمية المادة المزاحة- تتناسب مع مربع السرعة. وتبين أن تشوه الصلصال يتناسب بشكل طردي مع الارتفاع الذي سقطت منه الكرات ويساوي طاقة الوضع الأولي. باستثناء لايبنز، اعتقد العاملون الأوائل أن «الطاقة» كانت غير واضحة عن الزخم وبالتالي تتناسب مع السرعة. ووفقًا لهذا الفهم، يجب أن يكون تشوه الطين متناسبًا مع الجذر التربيعي للارتفاع الذي سقطت منه الكرات. في الفيزياء الكلاسيكية، الصيغة الصحيحة هي E = 1\2 MV2، حيث تكون E الطاقة الحركية لجسم ما، وM كتلته وV سرعته. ويجب أن يكون للطاقة دائمًا نفس الأبعاد في أي شكل، وهو أمر ضروري للتمكن من ربطها بأشكال مختلفة (حركية محتملة حرارة...). افترض عمل نيوتن الحفاظ الدقيق على الزخم الميكانيكي فقط. وتكون مجموعة واسعة من المشاكل الميكانيكية قابلة للحل فقط إذا تضمنت الحفاظ على الطاقة. كان الصدم وتشتت كتلتين نقطيتين أحد هذه المشكلات. أسس ليونارد أويلر وجوزيف لويس لاغرانج إطارًا أكثر رسمية للميكانيكا باستخدام نتائج دو شاتليه.

## روابط خارجية
- إيميلي دو شاتليه على موقع الموسوعة البريطانية (الإنجليزية)